# Maurischer Kiosk

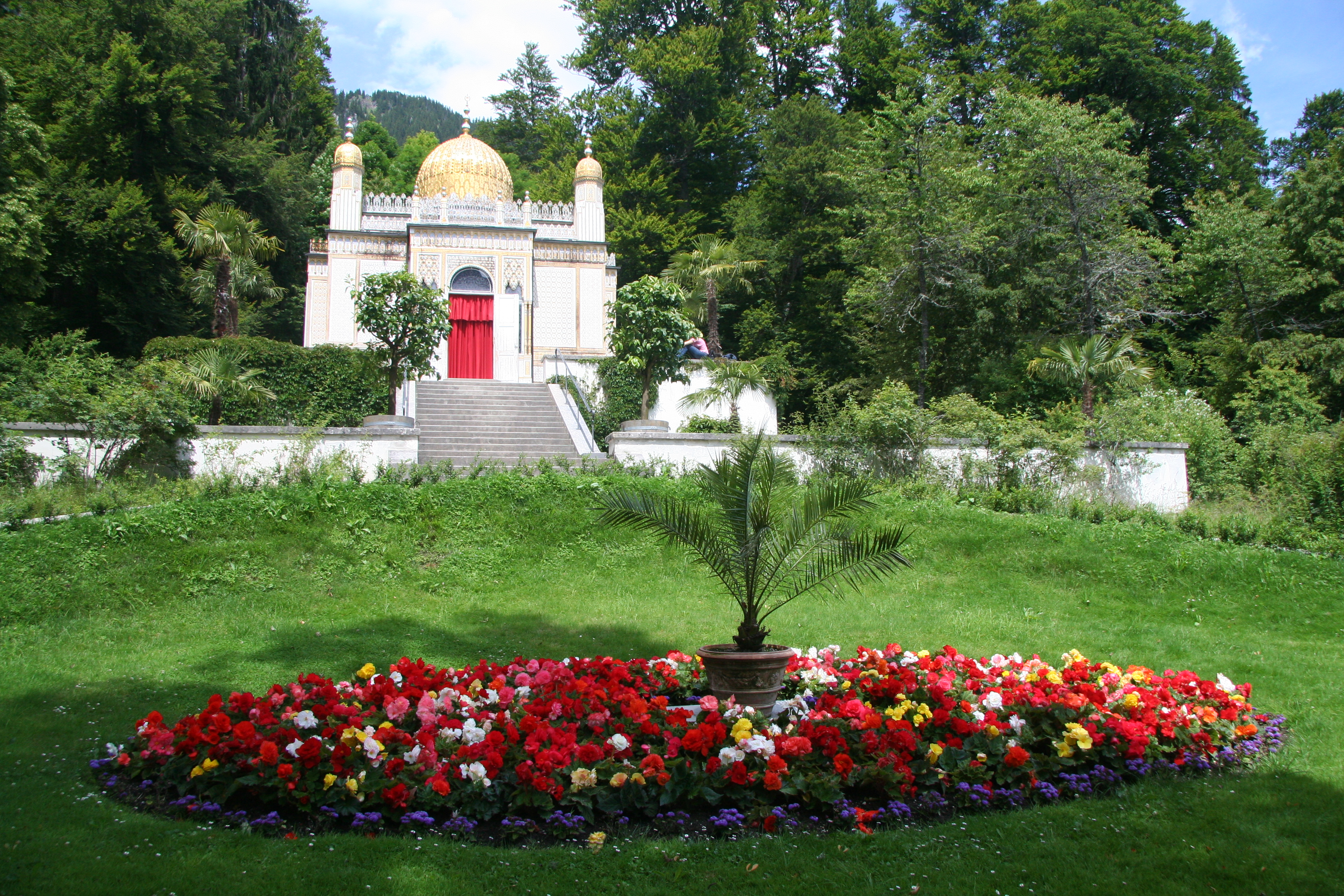
Frontansicht des Maurischen Kiosks

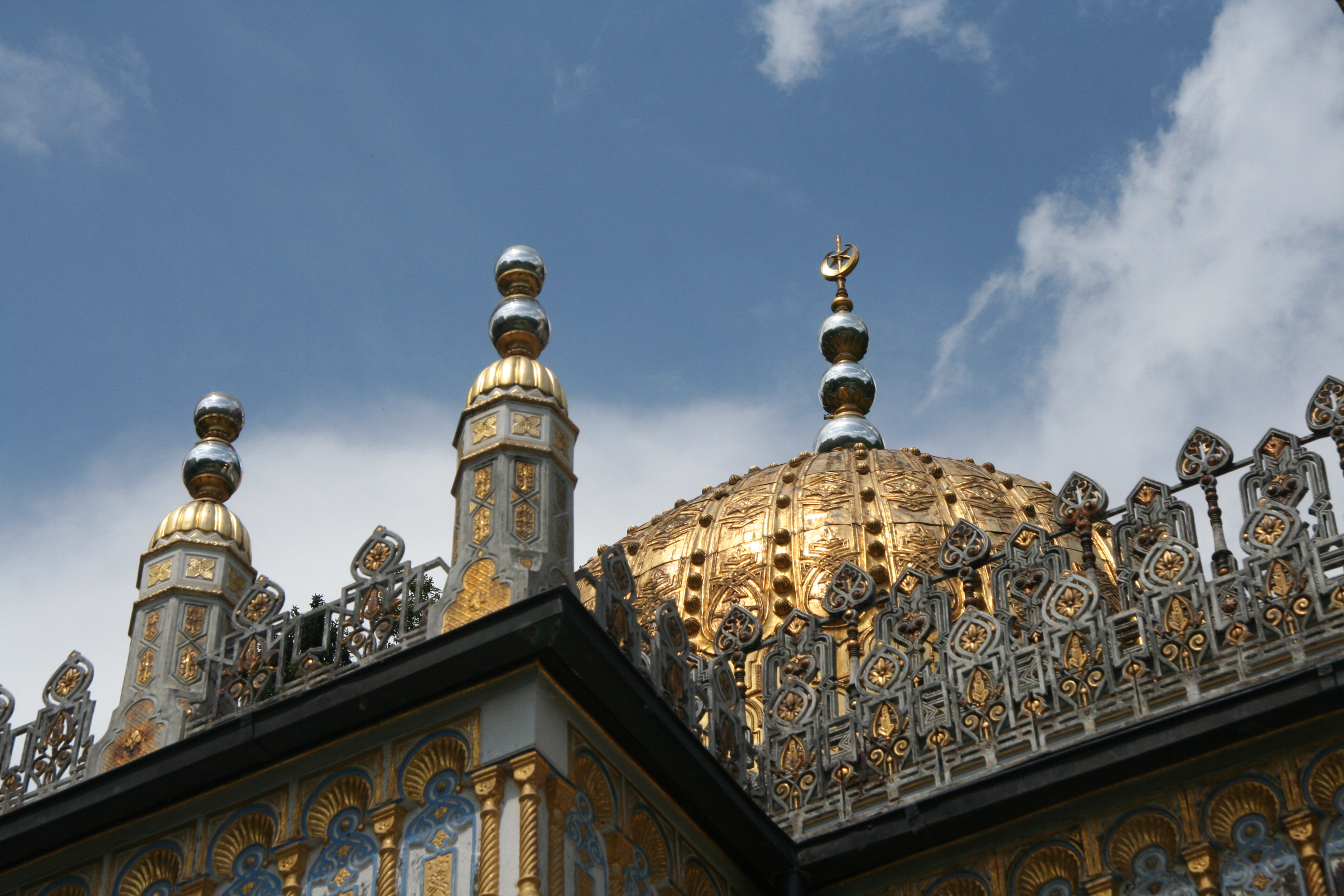
Dachaufbau des Maurischen Kiosks

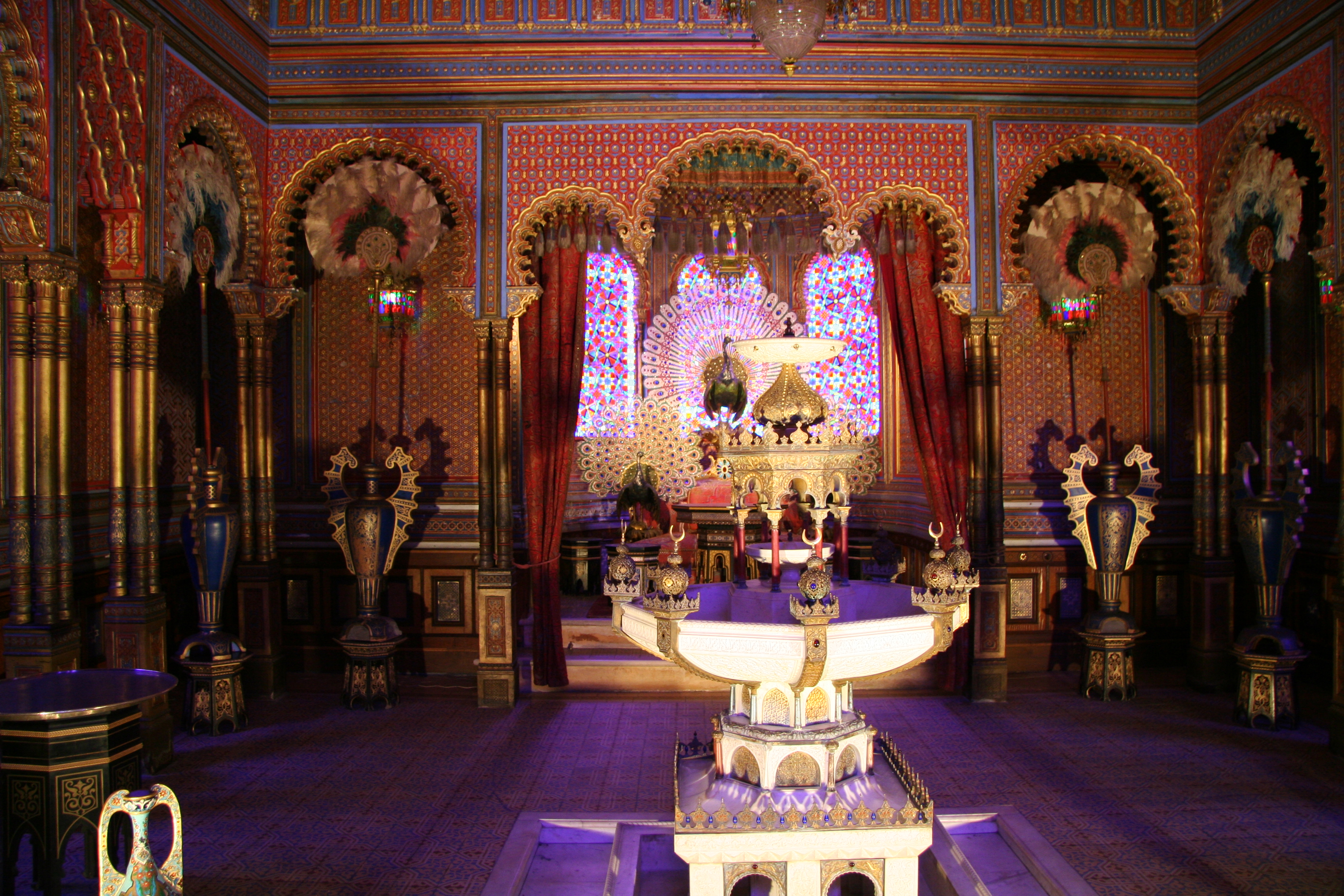
Innenraum des Maurischen Kiosks (nicht begehbar)

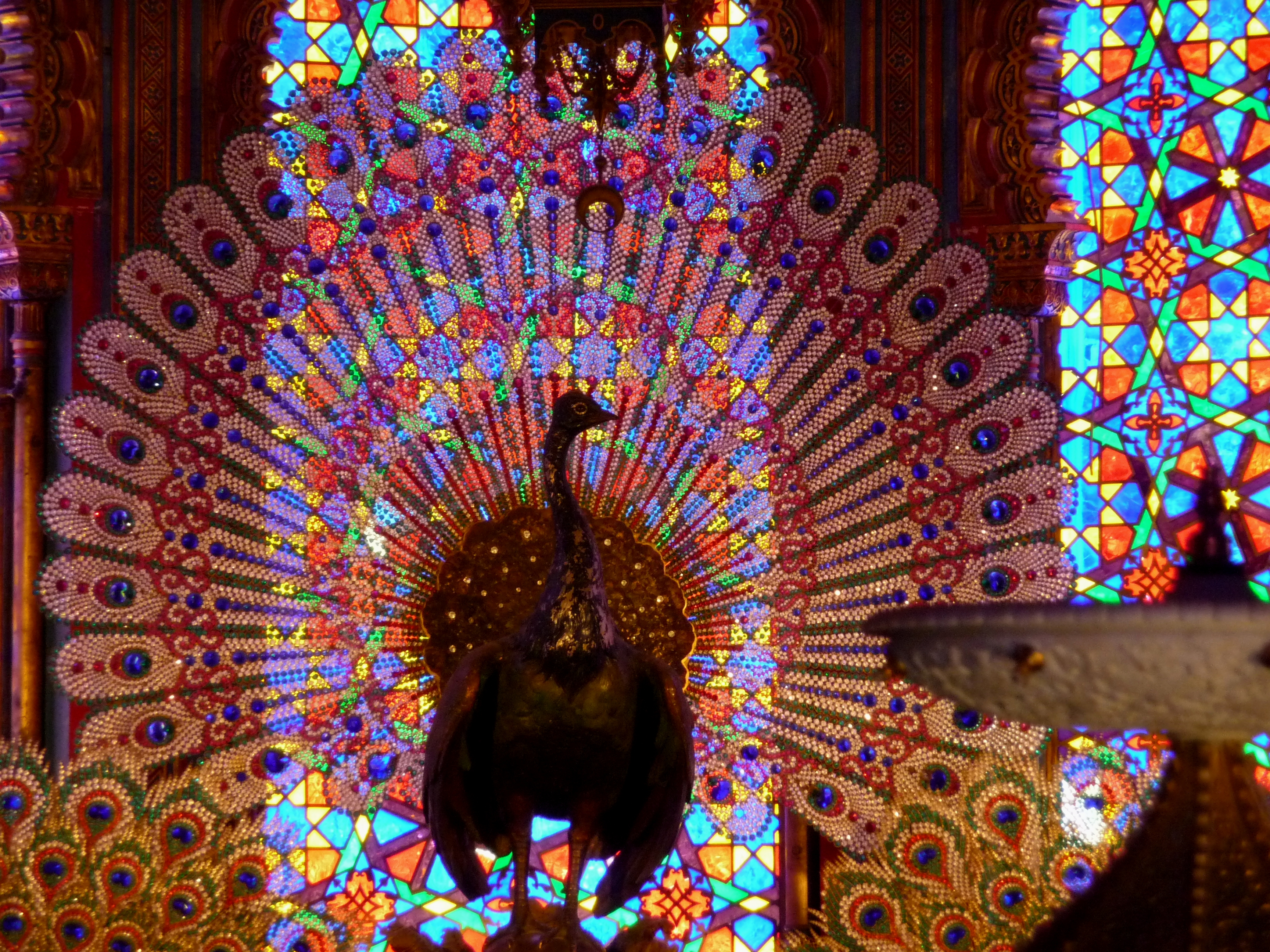
Pfauenthron im Innenraum

Der Maurische Kiosk ist ein Pavillon im Schlosspark von Schloss Linderhof in Bayern.

## Geschichte
Der Kiosk wurde von dem Architekten Carl von Diebitsch entworfen und ursprünglich auf der Pariser Weltausstellung von 1867 als offizieller Beitrag Preußens gezeigt. Solche Gebäude in exotischem Stil, insbesondere auch des Orientalismus, entsprachen einer schon älteren Tradition der Romantik, wie etwa der Royal Pavilion im englischen Seebad Brighton. Die Eisenteile des Kiosks wurden in der Eisengießerei in Lauchhammer gegossen.
Nach der Weltausstellung ließ der Eisenbahnbauunternehmer Bethel Henry Strousberg sich den Kiosk im Park seines böhmischen Gutes Sbirow aufstellen.
Nachdem Strousberg sechs Jahre später hoch verschuldet war, wurde der Kiosk im Auftrag des bayerischen Königs Ludwig II. für seine Parkanlagen des Schlosses Linderhof aus der Konkursmasse käuflich erworben. Am Hennenkopf, in der Nähe der zur gleichen Zeit gebauten Venusgrotte, wurde das Fundament gemauert, auf dem der Kiosk mit seiner goldenen Mittelkuppel und den ebenfalls goldschimmernden kleinen Minarettürmen an den vier Ecken wiedererrichtet wurde. Dem König war die Ausstattung allerdings zu schlicht und so bestellte er sich neue Beleuchtungskörper, einen Marmorbrunnen und einen luxuriösen, in Paris hergestellten Pfauenthron, welcher in einer Thronnische aufgestellt wurde, die dem Kiosk hinzugefügt wurden. Ende 1877 waren Aufbau und Ausstattung des Maurischen Kioskes abgeschlossen, und der Gartenarchitekt Carl von Effner wurde mit der Gestaltung der Umgebung beauftragt.